# فرار از پرداخت بلیت

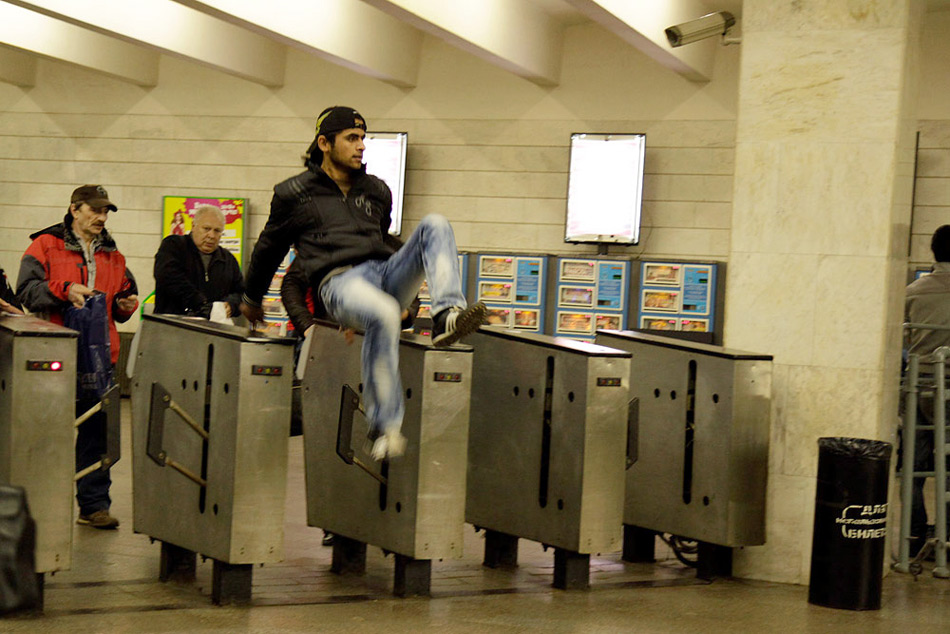
پریدن از روی نرده‌های گردان در متروی مسکو

فرار از پرداخت بلیت عارضه‌ای است که حمل و نقل عمومی در بیشتر کلان‌شهرهای دنیا درگیر آن هستند. چون حتی با استفاده از به‌روزترین و کارآمدترین روش‌ها نمی‌توان نرخ فرار از پرداخت بلیت را به صفر رساند.
اگر سیستم‌های مدیریت شهری نتوانند برای برخورد با این پدیده و کاهش نرخ آن، راه حل‌ها و راهکارهای مؤثر پیدا کنند گسترش این پدیده می‌تواند هزینه‌های سربار اقتصادی به بار بیاورد.
از سویی، سیاست‌هایی که تا امروز برای کاهش نرخ فرار از پرداخت بلیت، در کلان‌شهرهای مهم دنیا به کار گرفته شده، عموماً متمرکز بر دو روش بهبود کنترل‌ها و افزایش جریمه بوده‌است که این سیاست‌ها تاکنون نتوانسته در مقابل پدیدهٔ «فرار از پرداخت بلیت» نقش بازدارندگی اساسی داشته باشد. از سوی دیگر، سیاستهای غیر قیمتی و به خصوص انواع تلنگرها تاکنون کمتر در این زمینه استفاده شده‌است.
مسئله اصلی، بررسی علل و ریشه‌های بروز این پدیده و سپس مشخصات و ویژگی‌های آن است: چرا پدیده فرار از پرداخت بلیت اساساً وجود دارد؟ چه عواملی در شکل‌گیری و ازدیاد نرخِ این پدیده موثرند و تا چه میزان می‌توان کلیشهها و الگوهای رایج در مورد این پدیده، از قبیل اینکه فرار از پرداخت بیشتر در میان جوانان و سنین پایین رواج دارد، را درست انگاشت. در نگاهی دقیق‌تر، هدف این مقاله، تبیین مولفه‌های اقتصاد رفتاری جامعهٔ هدف یا افرادی‌ست که فرار از پرداخت بلیت را مرتکب می‌شوند.

## پیشینه
گاردو و همکاران او در مقاله‌ای در سال ۲۰۱۶ نشان دادند برخی ویژگی‌ها مانند ازدحام اتوبوسها، نبودن نظارت در داخل اتوبوس و وجود درب‌های ورود و خروج متعدد منجر به فرار از پرداخت بلیت می‌شود.
محققانِ گروه پژوهشی حمل و نقل عمومی در استرالیا (۲۰۱۵) پدیدهٔ «فرار از پرداخت بلیت» را در بسترِ «رفتار مشتریان در شهر ملبورن» به عنوان پدیده‌ای برآمده از بدرفتاری مشتریان بررسی کرده‌است. نتایج آن نشان می‌دهد که کلیشه‌های رایج از جمله فقیر بودن، رنگین‌پوست بودن یا بیکار بودن، علت پدیده فرار از پرداخت بلیت را توضیح نمی‌دهد. نتایج پژوهش نشان می‌دهد، ۶۸ درصد فرارکنندگان، این رفتار برایشان عادت شده و همیشه از پرداخت بلیت فرار می‌کنند و ۱۴٫۵ درصد از آنها، فقط یک بار اقدام به این کار کرده‌اند.
در پژوهشی از ترانکاسو و همکاران او (۲۰۱۷) در شیلی نشان داد که افزایش کرایه باعث افزایش درصد فرار می‌شود در حالی که افزایش بیکاری، منجر به کاهش فرار می‌شود.
گزارشی در واکس در ارتباط با پدیده فرار از پرداخت بلیت و هزینه‌های مترتب بر آن، برای شهرداری نیویورک ارائه داده‌است. این پژوهش با هدف کشف علل فرار از پرداخت مسافران روی چند ایستگاه اصلی مترو در شهر نیویورک انجام شده‌است. روش کار با نصب دوربین در گیتهای ورودی و خروجی مترو بوده و نتیجه گرفته‌است که سیستم جریمه نتوانسته‌است نرخ فرار از پرداخت را کاهش دهد.